# هورادام اشمینک
اشمینک (به آلمانی: Schmincke) نام شرکتی است که در ارکرات آلمان واقع و در سال ۱۸۸۱ پایه‌گذاری شده‌است. شهرت این شرکت به خاطر تولید رنگ های نقاشی هنری است . اشمینک یکی از شرکت های پیشرو در بازار رنگ های نقاشی هنری است. علاوه بر رنگ های روغنی، آکریلیک، آبرنگ این شرکت پاستل و گواش نیز تولید میکند.